# Lúcio
Pour les articles homonymes, voir Lucio.
Lucimar da Silva Ferreira surnommé Lúcio, né le 8 mai 1978 à Planaltina (District fédéral) au Brésil, est un footballeur international brésilien évoluant au poste de défenseur central durant les années 2000-2010.
Après des débuts à l'Internacional, Lucio se révèle en Europe sous les couleurs du Bayer Leverkusen à partir de 2001. Il arrive à la seconde place des trois compétitions disputées la première saison. Le Bayern Munich le recrute en 2004 et Lucio remporte trois doublé coupe-championnat. Le défenseur rejoint l'Inter Milan en 2009 et connaît un quintuplé historique au terme de la première année. Il ne joue ensuite que six mois à la Juventus Turin en 2012, qu'il quitte pour revenir au Brésil et jouer notamment au São Paulo FC et à Palmeiras. Après une pige en Inde et deux saisons en quatrième division brésilienne, il prend sa retraite des terrains début 2020.
Avec son équipe nationale, Lucio débute en 2000. Il est titulaire lors du cinquième titre mondial de la Seleçao, lors de la Coupe du monde 2002 au Japon et en Corée. Plus tard, il marque le but victorieux en finale de la Coupe des confédérations 2009. Au moment de son dernier match international en 2011, Lucio est le troisième joueur le plus sélectionné de l'histoire de l'équipe du Brésil. Il est ensuite dépassé par Dani Alves.

## Biographie

### Enfance et formation
Né à Planaltina, près de Brasilia, en 1978, Lucimar da Silva Ferreira, plus connu sous le nom de Lucio, commence le football dans le club de sa ville natale.

### L'Europe avec Leverkusen
Le 16 janvier 2001 Lúcio rejoint le club allemand du Bayer Leverkusen. Il joue son premier match sous ses nouvelles couleurs dès le 28 janvier suivant, en étant titularisé lors d'une rencontre de Bundelsiga face au VfB Stuttgart. Ce jour-là son équipe s'impose sur le score de quatre buts à zéro. Il se fait remarquer le 10 février 2001 lors d'une rencontre de championnat face au 1. FC Cologne en marquant ses deux premiers buts pour Leverkusen. Il permet ainsi à son équipe de s'imposer par quatre buts à un. Il réalise un nouveau doublé le 7 avril 2001 face à l'Eintracht Francfort, en championnat, contribuant ainsi à la victoire des siens par trois buts à un.
Lúcio se révèle particulièrement lors de son passage au Bayer Leverkusen. Dès sa première saison avec le club allemand, il manque de remporter le triplé coupe-championnat-Ligue des champions 2001-2002 et finit à chaque fois deuxième. Après avoir notamment éliminé le Liverpool FC et Manchester United, en finale de Coupe d'Europe contre le Real Madrid CF, le défenseur brésilien égalise de la tête sur coup franc. Ensuite, avec Boris Zivkovic, il maitrise Raul et Fernando Morientes. Le Real l'emporte 2-1 grâce à la célèbre reprise de volée de Zinédine Zidane.

### Confirmation au Bayern
Comme bon nombre de joueurs de Leverkusen (Michael Ballack ou Zé Roberto), Lúcio ne résiste pas très longtemps aux offres du Bayern Munich. À l'été 2004, il rejoint les rangs du club bavarois pour la somme de 12 millions d'euros. Il joue son premier match sous ses nouvelles couleurs dès le 2 août 2004, lors de la finale de la Ligapokal face au Werder Brême. Il est remplacé à la mi-temps par son compatriote Zé Roberto après avoir reçu un carton jaune, mais le Bayern sort vainqueur de ce duel (3-2). Il inscrit son premier but pour le club le 18 septembre suivant lors du choc face au Borussia Dortmund (2-2)
Lors de l'édition 2006-2007 de la Ligue des champions le défenseur brésilien se montre décisif lors de la double confrontation face au Real Madrid en huitième de finale. En effet, lors du match aller le 20 février 2007 au Stade Santiago-Bernabéu, il égalise d'un but de la tête en reprenant un coup franc de Willy Sagnol alors que son équipe était menée d'un but. La rencontre est finalement perdue par les siens (3-2). Lors du match retour le 7 mars 2007, il marque à nouveau de la tête, sur une nouvelle passe décisive de Sagnol, cette fois sur corner. Son but permet aux siens de s'imposer mais également de se qualifier pour les quarts de finale. Le Bayern est battu au tour suivant par le Milan AC, futur vainqueur de la compétition.
En 2008, à la suite du départ à la retraite d'Oliver Kahn, gardien emblématique et capitaine du club, le brassard est confié au néerlandais Mark van Bommel tandis que Lúcio est nommé vice-capitaine.
Lúcio réussit le doublé coupe-championnat en Allemagne avec le Bayern Munich en 2005, 2006 et 2008.
Il sera pendant cinq saisons l'un des piliers du club, remportant 3 titres de Champion d'Allemagne et 3 coupes d'Allemagne.

### Triplé avec l'Inter Milan
À l'été 2009, Lúcio quitte l'Allemagne après neuf saisons, pour rejoindre le champion d'Italie en titre, l'Inter Milan. Son nouvel entraîneur, José Mourinho compte sur Lúcio pour faire jouer sa défense plus haut, aidé par les milieux de terrain Thiago Motta et Esteban Cambiasso. 
Lúcio joue son premier match pour l'Inter le 8 août 2009, lors de la Supercoupe d'Italie contre la Lazio Rome. Il est titularisé et son équipe s'incline par deux buts à un.
Il remporte le 22 mai 2010 la ligue des champions avec l'Inter Milan de José Mourinho face à son ancien club, le Bayern Munich. Il réalise le quintuplé coupe-championnat-Ligue des champions - supercoupe d'Italie - Coupe du monde des clubs. Il forme alors une charnière centrale très solide aux côtés de Walter Samuel avec qui il s’avère être très complémentaire.
Au terme de l'année 2010, Lúcio est élu dans l'équipe-type mondiale de l'année, la FIFA/FIFPro World XI. Arrivé à partir de décembre 2010 comme entraîneur de l'Inter, Leonardo installe Andrea Ranocchia dans l'axe de la défense, faisant alterner Lucio, Ivan Cordoba et Marco Materazzi à l'autre poste.

### Turin avant le retour au Brésil
Le 4 juillet 2012, Lúcio s'engage librement pour deux saisons avec la Juventus de Turin, championne d'Italie en titre. Quelques jours plus tard, il déclare « Le plus important est qu'il y a toujours du respect et que je respecte mes anciens coéquipiers, mais maintenant, je joue pour la Juventus et j'espère que les Nerazzurri me regretteront et que l'Inter se rendra compte qu'il a commis une erreur en me laissant partir. Si je marque contre eux, j'exulterai. Cela ne me posera pas de problème ». Il remporte la Supercoupe d'Italie en début de saison, mais une blessure sérieuse l'écarte des terrains. Le 17 décembre 2012, soit 6 mois après être arrivé à la Juventus, il résilie son contrat avec le club italien.
Vingt quatre heures après avoir quitté l'Italie, les médias annoncent son retour au pays, 12 ans après son départ, en s'engageant pour deux saisons avec São Paulo FC.
En janvier 2013, il signe en faveur de Palmeiras. Il marque un seul but avec cette équipe, lors de la première journée de championnat, le 26 mai 2013 contre Ponte Preta. Son équipe s'impose par deux buts à zéro ce jour-là.
Le 23 juin 2015, il s'engage avec le FC Goa, dont le championnat, l'India Super League débutera le 3 octobre 2015.
Fin janvier 2020, Lúcio annonce à la chaîne TV Globo prendre sa retraite des terrains à 41 ans.

### En équipe nationale
Lúcio fait partie de l'équipe du Brésil olympique qui prend part aux Jeux olympiques d'été de 2000. Il ne prend part qu'à un seul match, le quart-de-finale perdu face au Cameroun (1-2).
Le 15 novembre 2000, Lúcio fait ses débuts avec l'équipe A du Brésil face à la Colombie.
Il remporte la Coupe du monde 2002, en battant en finale l'Allemagne, composée en partie de coéquipiers de Leverkusen. Sa prestation lors de ce tournoi attirera dès lors l'attention des plus grands clubs européens.
Lúcio marque son premier but pour le Brésil le 9 février 2005, lors d'un match amical face à Hong Kong. Titulaire, il participe à la victoire de son équipe par sept buts à un.
Durant les années 2008 et 2009, notamment dans les éliminatoires sud-américaines pour la Coupe du monde 2010, l'arrière-garde brésilienne formé généralement de Lúcio avec Juan au centre, devant le gardien Júlio César récolte des éloges que l'attaque brésilienne, toutes deux les meilleures des qualifications.
En 2009, Lúcio participe à sa quatrième Coupe des confédérations. À 31 ans, il rejoint le Saoudien al-Khilaiwi ainsi que les Mexicains Pavel Pardo et Claudio Suárez, derrière le recordman et compatriote Dida (cinq participations de 1997 à 2005). Lors de la finale face aux États-Unis, en fin de match et alors que le score est de 2-2, le capitaine brésilien inscrit le but victorieux de la tête, offrant ainsi la victoire au Brésil. Lúcio joue tous les matchs et devient le second joueur le plus capé de la compétition avec dix-sept matchs, derrière Dida (22 rencontres). Le défenseur termine premier de l'« indice Castrol » grâce à une demi-finale et surtout une finale de haute performance et fait aussi partie de l'équipe-type élue par le public.
En 2010, Mano Menezes devient sélectionneur de la Seleção. Jusqu'à présent, Lúcio et Juan tiennent les deux postes de la défense centrale brésilienne depuis huit ans. À partir de 2002, ils forme un duo considéré comme l’un des plus sûrs de l’histoire du football brésilien. Au terme de cette période, Menezes introduit au fur et à mesure le duo Thiago Silva-David Luiz.

## Style de jeu
Rigoureux dans le marquage, rapide et puissant, Lucio est un des défenseurs les plus difficiles à battre en Europe. Excellent dans le jeu de tête, Lucio se transforme souvent en buteur sur les corners ou les coups de pied arrêtés. Joueur technique capable de remonter le ballon très haut sur le terrain, il évoluait jusqu'en 2000, au poste d'attaquant (notamment avec le Brésil lors des Jeux olympiques de Sydney).
Son style offensif et ses montées balle au pied lui valent le surnom d'O Cavalo (« le Cavalier »).

## Statistiques

### Par saison
| Saison                | Club                  | Championnat           | Championnat | Championnat | Coupe nationale | Coupe nationale | Coupe de la Ligue | Coupe de la Ligue | Supercoupe | Supercoupe | Compétition(s) continentale(s) | Compétition(s) continentale(s) | Compétition(s) continentale(s) | Supercoupe de l'UEFA | Supercoupe de l'UEFA | Coupe du monde des clubs | Coupe du monde des clubs | Total | Total |
| Saison                | Club                  | Division              | M.          | B.          | M.              | B.              | M.                | B.                | M.         | B.         | Comp.                          | M.                             | B.                             | M.                   | B.                   | M.                       | B.                       | M.    | B.    |
| 1997                  | CR Guará              | D1                    | -           | -           | 1               | 0               | -                 | -                 | -          | -          | -                              | -                              | -                              | -                    | -                    | -                        | -                        | 1     | 0     |
| 1998                  | SC Internacional      | D1                    | 10          | 0           | -               | -               | -                 | -                 | -          | -          | -                              | -                              | -                              | -                    | -                    | -                        | -                        | 10    | 0     |
| 1999                  | SC Internacional      | D1                    | 19          | 1           | 2               | -               | -                 | -                 | -          | -          | -                              | -                              | -                              | -                    | -                    | -                        | -                        | 21    | 1     |
| 2000                  | SC Internacional      | D1                    | 16+4        | 3           | 4               | -               | -                 | -                 | -          | -          | -                              | -                              | -                              | -                    | -                    | -                        | -                        | 24    | 3     |
| Sous-total            | Sous-total            | Sous-total            | 49          | 4           | 6               | 0               | -                 | -                 | -          | -          | -                              | -                              | -                              | -                    | -                    | -                        | -                        | 55    | 4     |
| 2000-2001             | Bayer Leverkusen      | Bundesliga            | 15          | 5           | -               | -               | -                 | -                 | -          | -          | -                              | -                              | -                              | -                    | -                    | -                        | -                        | 15    | 5     |
| 2001-2002             | Bayer Leverkusen      | Bundesliga            | 29          | 4           | 4               | 1               | -                 | -                 | -          | -          | C1                             | 18                             | 3                              | -                    | -                    | -                        | -                        | 51    | 8     |
| 2002-2003             | Bayer Leverkusen      | Bundesliga            | 21          | 3           | 1               | 1               | -                 | -                 | -          | -          | C1                             | 6                              | 0                              | -                    | -                    | -                        | -                        | 28    | 4     |
| 2003-2004             | Bayer Leverkusen      | Bundesliga            | 26          | 3           | 1               | 1               | -                 | -                 | -          | -          | -                              | -                              | -                              | -                    | -                    | -                        | -                        | 27    | 4     |
| Sous-total            | Sous-total            | Sous-total            | 91          | 15          | 6               | 3               | -                 | -                 | -          | -          | -                              | 24                             | 3                              | -                    | -                    | -                        | -                        | 121   | 21    |
| 2004-2005             | Bayern Munich         | Bundesliga            | 32          | 3           | 6               | 0               | 1                 | 0                 | -          | -          | C1                             | 9                              | 0                              | -                    | -                    | -                        | -                        | 48    | 3     |
| 2005-2006             | Bayern Munich         | Bundesliga            | 30          | 2           | 6               | 0               | -                 | -                 | -          | -          | C1                             | 7                              | 0                              | -                    | -                    | -                        | -                        | 43    | 2     |
| 2006-2007             | Bayern Munich         | Bundesliga            | 26          | 0           | 1               | 0               | 2                 | 0                 | -          | -          | C1                             | 8                              | 2                              | -                    | -                    | -                        | -                        | 37    | 2     |
| 2007-2008             | Bayern Munich         | Bundesliga            | 24          | 1           | 6               | 0               | 3                 | 0                 | -          | -          | C3                             | 13                             | 2                              | -                    | -                    | -                        | -                        | 46    | 3     |
| 2008-2009             | Bayern Munich         | Bundesliga            | 32          | 1           | 5               | 1               | -                 | -                 | -          | -          | C1                             | 8                              | 0                              | -                    | -                    | -                        | -                        | 45    | 2     |
| Sous-total            | Sous-total            | Sous-total            | 144         | 7           | 24              | 1               | 6                 | 0                 | -          | -          | -                              | 45                             | 4                              | -                    | -                    | -                        | -                        | 219   | 12    |
| 2009-2010             | Inter Milan           | Serie A               | 31          | 1           | 4               | 1               | -                 | -                 | 1          | 0          | C1                             | 12                             | -                              | -                    | -                    | -                        | -                        | 48    | 2     |
| 2010-2011             | Inter Milan           | Serie A               | 31          | 1           | 4               | 0               | -                 | -                 | 1          | 0          | C1                             | 8                              | 0                              | 1                    | 0                    | 2                        | 0                        | 47    | 1     |
| 2011-2012             | Inter Milan           | Serie A               | 34          | 1           | -               | -               | -                 | -                 | -          | -          | C1                             | 7                              | 1                              | -                    | -                    | -                        | -                        | 41    | 2     |
| Sous-total            | Sous-total            | Sous-total            | 96          | 3           | 8               | 1               | -                 | -                 | 2          | 0          | -                              | 27                             | 1                              | 1                    | 0                    | 2                        | 0                        | 136   | 5     |
| 2012-2013             | Juventus Turin        | Serie A               | 1           | 0           | -               | -               | -                 | -                 | 1          | 0          | C1                             | 2                              | 0                              | -                    | -                    | -                        | -                        | 4     | 0     |
| 2013                  | São Paulo FC          | D1                    | 10          | 1           | 11              | 1               | -                 | -                 | -          | -          | CL                             | 10                             | 0                              | -                    | -                    | -                        | -                        | 31    | 2     |
| 2014                  | SE Palmeiras          | D1                    | 25          | 2           | 22              | 0               | -                 | -                 | -          | -          | -                              | -                              | -                              | -                    | -                    | -                        | -                        | 47    | 2     |
| 2015                  | FC Goa                | D1                    | 14          | 0           | -               | -               | -                 | -                 | -          | -          | -                              | -                              | -                              | -                    | -                    | -                        | -                        | 14    | 0     |
| 2016                  | FC Goa                | D1                    | 5           | 0           | -               | -               | -                 | -                 | -          | -          | -                              | -                              | -                              | -                    | -                    | -                        | -                        | 5     | 0     |
| Sous-total            | Sous-total            | Sous-total            | 19          | 0           | -               | -               | -                 | -                 | -          | -          | -                              | -                              | -                              | -                    | -                    | -                        | -                        | 19    | 0     |
| 2017                  | SE Gama               |                       | 7           | 0           | -               | -               | -                 | -                 | -          | -          | -                              | -                              | -                              | -                    | -                    | -                        | -                        | 7     | 0     |
| 2018                  | Brasiliense FC        | D4                    | 9           | 1           | -               | -               | -                 | -                 | -          | -          | -                              | -                              | -                              | -                    | -                    | -                        | -                        | 9     | 1     |
| 2019                  | Brasiliense FC        | D4                    | 8+10        | 0+1         | 4               | 0               | -                 | -                 | -          | -          | -                              | -                              | -                              | -                    | -                    | -                        | -                        | 22    | 1     |
| Sous-total            | Sous-total            | Sous-total            | 27          | 2           | 4               | 0               | -                 | -                 | -          | -          | -                              | -                              | -                              | -                    | -                    | -                        | -                        | 31    | 2     |
| Total sur la carrière | Total sur la carrière | Total sur la carrière | 469         | 34          | 83              | 6               | 6                 | 0                 | 3          | 0          | -                              | 108                            | 8                              | 1                    | 0                    | 2                        | -                        | 672   | 48    |

### En équipe nationale
Lúcio joue à 105 reprises pour l'équipe du Brésil de football avec qui il inscrit quatre buts. Il débute par une victoire (2-0) en Tours préliminaires à la Coupe du monde 2002 face à la Colombie à São Paulo le 15 novembre 2000. Il connaît sa première défaite lors de sa quatrième cape, le 28 mars 2001 en Équateur dans la même compétition (1-0). Sa dernière sélection a lieu le 5 septembre 2011 à Londres contre le Ghana en match amical, où le Brésil s'impose (1-0).
Lúcio inscrit son premier but avec la Seleçao lors de sa trente-sixième sélection, plus de quatre ans après son premier match. Le Brésil joue à Hong-Kong et le défenseur marque le premier but de son équipe pour une large victoire finale (1-7). Son quatrième et dernier but est le plus décisif, il l'inscrit lors de la finale de la Coupe des confédérations 2009 et permet au Brésil de l'emporter (3-2) contre les États-Unis.
En 105 sélections, Lúcio connaît 68 victoires, 26 matchs nuls et 11 défaites. Il connaît sa plus large victoire en match amical le 12 novembre 2005 aux Émirats arabes unis (8-0). Le défenseur ne concède jamais une défaite plus lourde que par deux buts d'écart (à trois reprises). Entre sa 77e et sa 93e sélection, le Brésilien connaît une série de 17 victoires consécutives. À une seule reprise, il perd deux fois de suite en demi-finale de la Coupe des confédérations 2003 le 6 juin face à la France, puis trois mois plus tard contre l'Argentine en qualification pour le Mondial 2002, à chaque fois 1-2.
| Saison                | Sélection             | Phases finales                                       | Phases finales | Phases finales | Phases finales | Éliminatoires CDM | Éliminatoires CDM | Éliminatoires CDM | Matchs amicaux | Matchs amicaux | Matchs amicaux | Total | Total | Total |
| Saison                | Sélection             | Compétition                                          | M              | B              | Pd             | M                 | B                 | Pd                | M              | B              | Pd             | M     | B     | Pd    |
| --------------------- | --------------------- | ---------------------------------------------------- | -------------- | -------------- | -------------- | ----------------- | ----------------- | ----------------- | -------------- | -------------- | -------------- | ----- | ----- | ----- |
| 2000-2001             | Brésil                | Coupe des confédérations 2001 4e + Copa América 2001 | 4+.            | 0+.            | 0+.            | 3                 | 0                 | 0                 | 2              | 0              | 1              | 9     | 0     | 1     |
| 2001-2002             | Brésil                | Coupe du monde 2002                                  | 7              | 0              | 0              | 4                 | 0                 | 0                 | 3              | 0              | 1              | 14    | 0     | 1     |
| 2002-2003             | Brésil                | Coupe des confédérations 2003                        | 3              | 0              | 0              | -                 | -                 | -                 | 2              | 0              | 0              | 5     | 0     | 0     |
| 2003-2004             | Brésil                | Copa América 2004                                    | -              | -              | -              | 5                 | 0                 | 0                 | 2              | 0              | 0              | 7     | 0     | 0     |
| 2004-2005             | Brésil                | Coupe des confédérations 2005                        | 5              | 0              | 0              | 3                 | 0                 | 0                 | 1              | 1              | 0              | 9     | 1     | 0     |
| 2005-2006             | Brésil                | Coupe du monde 2006                                  | 5              | 0              | 0              | 2                 | 0                 | 0                 | 4              | 1              | 0              | 11    | 1     | 0     |
| 2006-2007             | Brésil                | Copa América 2007                                    | -              | -              | -              | -                 | -                 | -                 | 6              | 0              | 0              | 6     | 0     | 0     |
| 2007-2008             | Brésil                | -                                                    | -              | -              | -              | 5                 | 0                 | 0                 | 4              | 1              | 0              | 9     | 1     | 0     |
| 2008-2009             | Brésil                | Coupe des confédérations 2009                        | 5              | 1              | 0              | 8                 | 0                 | 0                 | 1              | 0              | 0              | 14    | 1     | 0     |
| 2009-2010             | Brésil                | Coupe du monde 2010                                  | 5              | 0              | 0              | 1                 | 0                 | 0                 | 6              | 0              | 0              | 12    | 0     | 0     |
| 2010-2011             | Brésil                | Copa América 2011                                    | 4              | 0              | 0              | -                 | -                 | -                 | 3              | 0              | 0              | 7     | 0     | 0     |
| 2011-2012             | Brésil                | -                                                    | -              | -              | -              | -                 | -                 | -                 | 2              | 0              | 0              | 2     | 0     | 0     |
| Total sur la carrière | Total sur la carrière | Total sur la carrière                                | 38             | 1              | 0              | 31                | 0                 | 0                 | 36             | 3              | 2              | 105   | 4     | 2     |

| Détails des sélections de Lúcio | Détails des sélections de Lúcio | Détails des sélections de Lúcio | Détails des sélections de Lúcio | Détails des sélections de Lúcio | Détails des sélections de Lúcio |
| #                               | Date                            | Lieu                            | Adversaire                      | Score                           | Compétition                     |
| ------------------------------- | ------------------------------- | ------------------------------- | ------------------------------- | ------------------------------- | ------------------------------- |
| 1                               | 15 novembre 2000                | São Paulo                       | Colombie                        | 1-0                             | Qualif. Mondial 2002            |
| 2                               | 3 mars 2001                     | Pasadena                        | États-Unis                      | 2-1                             | A                               |
| 3                               | 7 mars 2001                     | Guadalajara                     | Mexique                         | 3-3                             | A                               |
| 4                               | 28 mars 2001                    | Quito                           | Équateur                        | 0-1                             | Qualif. Mondial 2002            |
| 5                               | 25 avril 2001                   | São Paulo                       | Pérou                           | 1-1                             | Qualif. Mondial 2002            |
| 6                               | 31 mai 2001                     | Ibaraki                         | Cameroun                        | 2-0                             | Coupe des confédérations 2001   |
| 7                               | 2 juin 2001                     | Ibaraki                         | Canada                          | 0-0                             | Coupe des confédérations 2001   |
| 8                               | 4 juin 2001                     | Ibaraki                         | Japon                           | 0-0                             | Coupe des confédérations 2001   |
| 9                               | 6 juin 2001                     | Suwon                           | France                          | 1-2                             | Coupe des confédérations 2001   |
| 10                              | 5 septembre 2001                | Buenos Aires                    | Argentine                       | 1-2                             | Qualif. Mondial 2002            |
| 11                              | 7 octobre 2001                  | Curitiba                        | Chili                           | 2-0                             | Qualif. Mondial 2002            |
| 12                              | 7 novembre 2001                 | La Paz                          | Bolivie                         | 1-3                             | Qualif. Mondial 2002            |
| 13                              | 14 novembre 2001                | São Luis                        | Venezuela                       | 3-0                             | Qualif. Mondial 2002            |
| 14                              | 27 mars 2002                    | Fortaleza                       | Yougoslavie                     | 1-0                             | A                               |
| 15                              | 17 avril 2002                   | Lisboa                          | Portugal                        | 1-1                             | A                               |
| 16                              | 25 mai 2002                     | Kuala Lumpur                    | Malaysia                        | 4-0                             | A                               |
| 17                              | 3 juin 2002                     | Ulsan                           | Turquie                         | 2-1                             | Coupe du monde 2002             |
| 18                              | 8 juin 2002                     | Seogwipo                        | Chine                           | 4-0                             | Coupe du monde 2002             |
| 19                              | 13 juin 2002                    | Suwon                           | Costa Rica                      | 5-2                             | Coupe du monde 2002             |
| 20                              | 17 juin 2002                    | Kobe                            | Belgique                        | 2-0                             | Coupe du monde 2002             |
| 21                              | 21 juin 2002                    | Shizuoka                        | Angleterre                      | 2-1                             | Coupe du monde 2002             |
| 22                              | 26 juin 2002                    | Saitama                         | Turquie                         | 1-0                             | Coupe du monde 2002             |
| 23                              | 30 juin 2002                    | Yokohama                        | Allemagne                       | 2-0                             | Coupe du monde 2002             |
| 24                              | 20 novembre 2002                | Seoul                           | South Korea                     | 3-2                             | A                               |
| 25                              | 11 juin 2003                    | Abuja                           | Nigeria                         | 3-0                             | A                               |
| 26                              | 19 juin 2003                    | Saint-Denis                     | Cameroun                        | 0-1                             | Coupe des confédérations 2003   |
| 27                              | 21 juin 2003                    | Lyon                            | États-Unis                      | 1-0                             | Coupe des confédérations 2003   |
| 28                              | 23 juin 2003                    | Saint-Etienne                   | Turquie                         | 2-2                             | Coupe des confédérations 2003   |
| 29                              | 6 septembre 2003                | Barranquilla                    | Colombie                        | 2-1                             | Qualif. Mondial 2006            |
| 30                              | 10 septembre 2003               | Manaus                          | Équateur                        | 1-0                             | Qualif. Mondial 2006            |
| 31                              | 12 octobre 2003                 | Leicester                       | Jamaïque                        | 1-0                             | a                               |
| 32                              | 16 novembre 2003                | Lima                            | Pérou                           | 1-1                             | Qualif. Mondial 2006            |
| 33                              | 19 novembre 2003                | Curitiba                        | Uruguay                         | 3-3                             | Qualif. Mondial 2006            |
| 34                              | 18 février 2004                 | Dublin                          | République d'Irlande            | 0-0                             | a                               |
| 35                              | 31 mars 2004                    | Asunción                        | Paraguay                        | 0-0                             | Qualif. Mondial 2006            |
| 36                              | 9 février 2005                  | Hong Kong                       | Hong Kong                       | 7-1                             | Carlsberg Cup                   |
| 37                              | 27 mars 2005                    | Goiânia                         | Pérou                           | 1-0                             | Qualif. Mondial 2006            |
| 38                              | 30 mars 2005                    | Montevideo                      | Uruguay                         | 1-1                             | Qualif. Mondial 2006            |
| 39                              | 5 juin 2005                     | Porto Alegre                    | Paraguay                        | 4-1                             | Qualif. Mondial 2006            |
| 40                              | 16 juin 2005                    | Leipzig                         | Grèce                           | 3-0                             | Coupe des confédérations 2005   |
| 41                              | 19 juin 2005                    | Hannover                        | Mexique                         | 0-1                             | Coupe des confédérations 2005   |
| 42                              | 22 juin 2005                    | Köln                            | Japon                           | 2-2                             | Coupe des confédérations 2005   |
| 43                              | 25 juin 2005                    | Nürnberg                        | Allemagne                       | 3-2                             | Coupe des confédérations 2005   |
| 44                              | 29 juin 2005                    | Frankfurt                       | Argentine                       | 4-1                             | Coupe des confédérations 2005   |
| 45                              | 17 août 2005                    | Split                           | Croatie                         | 1-1                             | A                               |
| 46                              | 4 septembre 2005                | Brasilia                        | Chili                           | 5-0                             | Qualif. Mondial 2006            |
| 47                              | 12 octobre 2005                 | Belém                           | Venezuela                       | 3-0                             | Qualif. Mondial 2006            |
| 48                              | 12 novembre 2005                | Abu Dhabi                       | Émirats arabes unis             | 8-0                             | A                               |
| 49                              | 1er mars 2006                   | Moskva                          | Russie                          | 1-0                             | A                               |
| -                               | 30 mai 2006                     | Bâle                            | FC Luzern                       | 8-0                             | Match non-officiel              |
| 50                              | 4 juin 2006                     | Genève                          | Nouvelle-Zélande                | 4-0                             | A                               |
| 51                              | 13 juin 2006                    | Berlin                          | Croatie                         | 1-0                             | Coupe du monde 2006             |
| 52                              | 18 juin 2006                    | München                         | Australie                       | 2-0                             | Coupe du monde 2006             |
| 53                              | 22 juin 2006                    | Dortmund                        | Japon                           | 4-1                             | Coupe du monde 2006             |
| 54                              | 27 juin 2006                    | Dortmund                        | Ghana                           | 3-0                             | Coupe du monde 2006             |
| 55                              | 1er juillet 2006                | Frankfurt                       | France                          | 0-1                             | Coupe du monde 2006             |
| 56                              | 16 août 2006                    | Oslo                            | Norvège                         | 1-1                             | A                               |
| 57                              | 3 septembre 2006                | London                          | Argentine                       | 3-0                             | A                               |
| 58                              | 10 octobre 2006                 | Stockholm                       | Équateur                        | 2-1                             | A                               |
| 59                              | 6 février 2007                  | London                          | Portugal                        | 0-2                             | A                               |
| 60                              | 24 mars 2007                    | Göteborg                        | Chili                           | 4-0                             | A                               |
| 61                              | 27 mars 2007                    | Stockholm                       | Ghana                           | 1-0                             | A                               |
| 62                              | 9 septembre 2007                | Chicago                         | États-Unis                      | 4-2                             | A                               |
| 63                              | 12 septembre 2007               | Foxboro                         | Mexique                         | 3-1                             | A                               |
| 64                              | 14 octobre 2007                 | Bogotá                          | Colombie                        | 0-0                             | Qualif. Mondial 2010            |
| 65                              | 17 octobre 2007                 | Rio de Janeiro                  | Équateur                        | 5-0                             | Qualif. Mondial 2010            |
| 66                              | 18 novembre 2007                | Lima                            | Pérou                           | 1-1                             | Qualif. Mondial 2010            |
| 67                              | 26 mars 2008                    | London                          | Suède                           | 1-0                             | A                               |
| 68                              | 31 mai 2008                     | Seattle                         | Canada                          | 3-2                             | A                               |
| 69                              | 15 juin 2008                    | Asunción                        | Paraguay                        | 0-2                             | Qualif. Mondial 2010            |
| 70                              | 18 juin 2008                    | Belo Horizonte                  | Argentine                       | 0-0                             | Qualif. Mondial 2010            |
| 71                              | 7 septembre 2008                | Santiago                        | Chili                           | 3-0                             | Qualif. Mondial 2010            |
| 72                              | 10 septembre 2008               | Rio de Janeiro                  | Bolivie                         | 0-0                             | Qualif. Mondial 2010            |
| 73                              | 12 octobre 2008                 | San Cristóbal                   | Venezuela                       | 4-0                             | Qualif. Mondial 2010            |
| 74                              | 15 octobre 2008                 | Rio de Janeiro                  | Colombie                        | 0-0                             | Qualif. Mondial 2010            |
| 75                              | 10 février 2009                 | London                          | Italie                          | 2-0                             | A                               |
| 76                              | 29 mars 2009                    | Quito                           | Équateur                        | 1-1                             | Qualif. Mondial 2010            |
| 77                              | 1er avril 2009                  | Porto Alegre                    | Pérou                           | 3-0                             | Qualif. Mondial 2010            |
| 78                              | 6 juin 2009                     | Montevideo                      | Uruguay                         | 4-0                             | Qualif. Mondial 2010            |
| 79                              | 10 juin 2009                    | Recife                          | Paraguay                        | 2-1                             | Qualif. Mondial 2010            |
| 80                              | 15 juin 2009                    | Bloemfontein                    | Égypte                          | 4-3                             | Coupe des confédérations 2009   |
| 81                              | 18 juin 2009                    | Pretoria                        | États-Unis                      | 3-0                             | Coupe des confédérations 2009   |
| 82                              | 21 juin 2009                    | Pretoria                        | Italie                          | 3-0                             | Coupe des confédérations 2009   |
| 83                              | 25 juin 2009                    | Johannesburg                    | Afrique du Sud                  | 1-0                             | Coupe des confédérations 2009   |
| 84                              | 28 juin 2009                    | Johannesburg                    | États-Unis                      | 3-2                             | Coupe des confédérations 2009   |
| 85                              | 12 août 2009                    | Tallinn                         | Estonie                         | 1-0                             | A                               |
| 86                              | 5 septembre 2009                | Rosario                         | Argentine                       | 3-1                             | Qualif. Mondial 2010            |
| 87                              | 14 novembre 2009                | Doha                            | Angleterre                      | 1-0                             | A                               |
| 88                              | 17 novembre 2009                | Muscat                          | Oman                            | 2-0                             | A                               |
| 89                              | 2 mars 2010                     | London                          | République d'Irlande            | 2-0                             | A                               |
| 90                              | 2 juin 2010                     | Harare                          | Zimbabwe                        | 3-0                             | A                               |
| 91                              | 7 juin 2010                     | Dar es Salaam                   | Tanzanie                        | 5-1                             | A                               |
| 92                              | 15 juin 2010                    | Johannesburg                    | North Korea                     | 2-1                             | Coupe du monde 2010             |
| 93                              | 20 juin 2010                    | Johannesburg                    | Côte d'Ivoire                   | 3-1                             | Coupe du monde 2010             |
| 94                              | 25 juin 2010                    | Durban                          | Portugal                        | 0-0                             | Coupe du monde 2010             |
| 95                              | 28 juin 2010                    | Johannesburg                    | Chili                           | 3-0                             | Coupe du monde 2010             |
| 96                              | 2 juillet 2010                  | Port Elizabeth                  | Pays-Bas                        | 1-2                             | Coupe du monde 2010             |
| 97                              | 27 mars 2011                    | London                          | Écosse                          | 1-1                             | A                               |
| 98                              | 4 juin 2011                     | Goiânia                         | Pays-Bas                        | 0-0                             | A                               |
| 99                              | 7 juin 2011                     | São Paulo                       | Roumanie                        | 1-0                             | A                               |
| 100                             | 3 juillet 2011                  | La Plata                        | Venezuela                       | 0-0                             | Copa América 2011               |
| 101                             | 9 juillet 2011                  | Córdoba                         | Paraguay                        | 2-2                             | Copa América 2011               |
| 102                             | 13 juillet 2011                 | Córdoba                         | Équateur                        | 4-2                             | Copa América 2011               |
| 103                             | 17 juillet 2011                 | La Plata                        | Paraguay                        | 0-0 tab 0-2                     | Copa América 2011               |
| 104                             | 10 août 2011                    | Stuttgart                       | Allemagne                       | 2-3                             | A                               |
| 105                             | 5 septembre 2011                | London                          | Ghana                           | 1-0                             | A                               |

| #  | Sél. | Date             | Lieu                                             | Adversaire          | Score | Résultat | Compétition                            |
| -- | ---- | ---------------- | ------------------------------------------------ | ------------------- | ----- | -------- | -------------------------------------- |
| 1. | 36   | 9 février 2005   | Hong Kong Stadium, Hong Kong                     | Hong Kong           | 1–0   | 7–1      | Carlsberg Cup 2005                     |
| 2. | 48   | 12 novembre 2005 | Stade Mohammed-Bin-Zayed, Abou Dabi, UAE         | Émirats arabes unis | 4–0   | 8–0      | A                                      |
|    |      | 30 mai 2006      | St. Jakob-Park, Bâle, Suisse                     | FC Luzern           | 4–0   | 8–0      | Match non-officiel                     |
| 3. | 62   | 9 septembre 2007 | Soldier Field, Chicago, États-Unis               | États-Unis          | 2–1   | 4–2      | A                                      |
| 4. | 84   | 28 juin 2009     | Ellis Park Stadium, Johannesburg, Afrique du Sud | États-Unis          | 3–2   | 3–2      | Coupe des confédérations 2009 - finale |

## Palmarès

### En équipe nationale
Avec l'équipe du Brésil de football, Lúcio remporte la Coupe du monde en 2002.
Il dispute quatre fois la Coupe des confédérations et la remporte à deux reprises, en 2005 puis en 2009, marquant le but victorieux.

### En club
Au niveau international, après la défaite à son arrivée en Europe en finale de la Ligue des champions 2001-2002 avec le Bayer Leverkusen, Lúcio remporte la compétition en 2009-2010 avec l'Inter Milan. Grâce à ce sacre, il participe et perd la Supercoupe de l'UEFA 2010, avant de remporter la Coupe du monde des clubs.
Sur le plan national, après le titre allemand perdu en 2002 avec Lerverkusen, il le remporte à trois reprises avec le Bayern Munich (2005, 2006 et 2008). Parti en Italie, il remporte le Championnat d'Italie dès son arrivée à l'Inter Milan, lors de l'édition 2009-2010.
Du point de vue des Coupes nationales, en Allemagne, ses années de défaite et victoires en finale de Coupe d'Allemagne sont identiques à celles en championnat, réussissant le doublé à chaque occasion, ou le manquant en 2002. Lúcio remporte aussi à deux reprises la Coupe de la Ligue d'Allemagne, en 2004 et 2007, la dernière édition. Dans le pays transalpin, il manque le quatrième doublé coupe-championnat de sa carrière, ne disputant pas la finale victorieuse de la Coupe d'Italie 2009-2010, puis gagne la Supercoupe d'Italie 2010 avant d'être sacré en Coupe lors de la saison 2010-2011. À son arrivée à la Juventus Turin, le défenseur remporte sa seconde Supercoupe avec l'édition 2012.
| Compétitions internationales | Championnats nationaux | Coupes nationales | Autres                                                            |
| --- | --- | --- | ----------------------------------------------------------------- |
| - Coupe du monde des clubs (1) - Vainqueur : 2010 avec l'Inter. - Ligue des champions (1) - Vainqueur : 2010 avec l'Inter. - Finaliste : 2002 avec Leverkusen. - Supercoupe de l'UEFA - Finaliste : 2010 avec l'Inter. | - Championnat d'Allemagne (3) - Champion : 2005, 2006 et 2008 avec Munich. - Vice-champion : 2002 avec Leverkusen. - Championnat d'Italie (1) - Vainqueur : 2010 avec l'Inter. | - Coupe d'Allemagne (3) - Vainqueur : 2005, 2006 et 2008 avec Munich. - Finaliste : 2002 avec Leverkusen. - Coupe de la Ligue d'Allemagne (2) - Vainqueur : 2004 et 2007 avec Munich. - Finaliste : 2006 avec Munich - Coupe d'Italie (1) - Vainqueur : 2011 avec l'Inter. - Supercoupe d'Italie (2) - Vainqueur : 2010 avec l'Inter et 2012 avec la Juventus. - Finaliste : 2009 | - Championnat Gaúcho (1) - Vainqueur : 1997 avec l'Internacional. |

### Récompense individuelle
À la suite de la saison 2009-2010 de l'Inter Milan et les multiples titres remportés, son défenseur brésilien est désigné dans l'équipe-type mondiale FIFA FIFPro World11 de l'année 2010.
À échelle nationale, il remporte le « Ballon d'argent brésilien » en 2000. Il fait ensuite partie de l'équipe Médias sportifs européens 2009-2010. Il en fait déjà partie au terme de la saison 2001-2002 et le triplé perdu avec le Bayer Leverkusen, puis 2005-2006 à la suite du doublé coupe-championnat du Bayern Munich. Enfin, Lúcio est membre de l'équipe-type du Championnat d'Allemagne déterminée par le Kicker Sportmagazin durant six saisons consécutives (2000–2001 à 2005–2006).
À la suite de la Coupe des confédérations 2009, Lúcio termine premier de l'« indice Castrol », système innovant qui analyse et évalue les performances de chaque joueur sur le terrain grâce à une demi-finale et surtout une finale de haute performance. Il fait aussi partie de l'équipe-type élue par le public, aux côtés de Carles Puyol en défense centrale et de trois compatriotes. Il remporte aussi le prix du fair-play.